# Carnal Diafragma
Carnal Diafragma es una banda  checa de Goregrind formada en 1997 en Ostrava.

## Historía
Carnal Diafragma se formó en Ostrava en 1997 por Robert Rožanski - guitarra/ voz, Milan Jaňák - voz y Michal "Kameň" Kaminski - batería. La banda tocó noise/grind, y hay veces tocando temas del género Pornogrind que gradualmente evolucionó a Goregrind más serio. En esta época Lukáš "Stezi" Stejskal - bajo entró la banda pero un poco después salió y en 2000 David "Sabon" Sněhota - bajo lo sustituyó. En 2001 Stezi regresó y la banda grabó su primer álbum "Preparation of the Patients for Examination" que fue editado por Khaaranus Production. En 2002 la banda grabó su minidisco "Daddy´s Steak" y split 7"EP con la banda alemana Ulcerrhoea. Entonces Stezi definitivamente abandonó la banda. En 2006 Carnal Diafragma grabó su segundo álbum "Space Symphony Around Us" que fue editado por Lecter Music Agency y pronto se hizo conocido en todo el mundo sobre todo gracias al videoclip "Teletrambus". Luego Kameň abandonó la banda por sus problemas personales y fue sustituido por Ondřej "Pode" Podešva. En 2009 David y Pode abandonaron la banda y sus sustitutos fueron Libor "Porky" Philipp - batería con el hermano de David Martin "Sabon" Sněhota - bajo. La banda grabó su tercer álbum "Planet of Children´s Heads", Martin abandonó la banda y regresó David. En 2015 Milaňo abandonó la banda y el nuevo cantante fue Kino (BBYB, ex-Cerebral Turbulency). En el mismo año salió el split CD "Grind Monsters" con Fecalizer de México. En febrero de 2017 la banda editó su cuarto disco "Grind Restaurant pana Septika" y en junio Porky abandonó la banda por motivos personales, por eso Lukáš Jelínek (Felisha, ex-Spasm) se hizo nuevo baterista de la banda. Carnal Diafragma ha participado en muchas compilaciones y split CDs y cintas con varias bandas. Han tocado muchos conciertos por la República Checa, Eslovaquia, Alemania, Austria, Polonia, Ucrania, los Países Bajos, Portugal, Hungría y Italia.

## Miembros
| Miembros actuales - Martin "Kino" Vašek - voz (2015-presente) - Robert "Rožan" Rožanski - guitarra (1007-presente) - David "Sabon" Sněhota - bajo (2000-presente) - Lukáš Jelínek - batería (2017-presente) | Antiguos miembros - Michal "Kameň" Kaminski - batería (1997-2006) - Lukáš "Stezi" Stejskal - bajo (1997-2004) - Ondřej "Pode" Podešva - batería (2006-2009) - Martin "Sabon" Sněhota - bajo (2009-2012) - Milan "Milaňo" Jaňák - voz (1997-2015) - Libor "Porky" Philipp - batería (2009-2017) |

## Discografía

### Álbumes
- 2001 Preparation of the Patients for Examination
- 2006 Space Symphony Around Us
- 2011 Planet of Children´s Heads
- 2017 Grind Restaurant Pana Septika

### Otros
- 1998 We cut your head and fuck your neck (demo)
- 1998 3-way split w/ Pissed Cunt/Rabies (casete)
- 1999 Live in Havířov (live demo)
- 2001 Comeback of Goregods - Tribute to Regurgitate (compilación CD)
- 2001 split w/ P.I.T. (casete)
- 2003 split w/ Ulcerrhoea (7"EP)
- 2003 Amore Mio (6-way split casete)
- 2003 Tribute to Gut (compilación CD)
- 2004 split w/ Bizarre Embalming (split mini CD)
- 2004 Daddy´s Steak (casete)
- 2004 split w/Pulmonary Fibrosis (CD-R)
- 2005 Hardcore Metal Punk Forever (compilación DVD)
- 2007 Splatter Fetish - 100 Way Cumpilation
- 2008 Preparation of the Daddy´s Steak (reedición CD+Daddy´s Steak)
- 2015 Human Monsters - split w/ Fecalizer (CD)

## Curiosidades
- En la música de Carnal Diafragma no hay letras. Los miembros de la banda dicen que tocan música animal y cualesquiera letras serían inadecuadas.
- De 2001 a 2003 Carnal Diafragma tocaron con dos bajos.

## Enlaces